# Резистин
RETN (англ. Resistin) – білок, який кодується однойменним геном, розташованим у людей на короткому плечі 19-ї хромосоми. Довжина поліпептидного ланцюга білка становить 108 амінокислот, а молекулярна маса — 11 419.
| 10         |  | 20         |  | 30         |  | 40         |  | 50         |
| ---------- |  | ---------- |  | ---------- |  | ---------- |  | ---------- |
| MKALCLLLLP |  | VLGLLVSSKT |  | LCSMEEAINE |  | RIQEVAGSLI |  | FRAISSIGLE |
| CQSVTSRGDL |  | ATCPRGFAVT |  | GCTCGSACGS |  | WDVRAETTCH |  | CQCAGMDWTG |
| ARCCRVQP   |  |            |  |            |  |            |  |            |

A: Аланін

C: Цистеїн

D: Аспарагінова кислота

E: Глутамінова кислота

F: Фенілаланін

G: Гліцин

H: Гістидин

I: Ізолейцин

K: Лізин

L: Лейцин

M: Метіонін

N: Аспарагін

P: Пролін

Q: Глутамін

R: Аргінін

S: Серин

T: Треонін

V: Валін

Кодований геном білок за функцією належить до гормонів. 
Задіяний у такому біологічному процесі, як альтернативний сплайсинг. 
Секретований назовні.